# Torsten Rothberg
Johan Torsten Rothberg, född 21 december 1884 i Mariehamn, död där 3 november 1938, var en finländsk ämbetsman och politiker. 
Rothberg blev vicehäradshövding 1913, inledde sin juristbana som länsman i olika åländska distrikt och blev 1913 medlem av direktionen för Lantmannabankens kontor i Mariehamn. Åren 1921–1922 var han andre direktör vid Unionbankens filialkontor och utsågs 1923 till verkställande direktör för Ålands aktiebank. Han var åländsk riksdagsman 1930–1936 och utnämndes 1937 till landshövding i landskapet Åland. I Ålands landsting hörde den lysande talaren Rothberg ända från 1922 till de mest inflytelserika politikerna i kretsen kring "Ålandskungen" Julius Sundblom.